# Adolph Stahlknecht
Adolph Stahlknecht (Varsòvia, 1813 - Berlín, 1887) fou un compositor i violinista polonès.
Va fer els estudis a Breslau (avui Wrocław) i a Berlín, obtenint el 1837 la medalla d'or de l'Acadèmia de Belles Arts de la capital prussiana. Des de 1831 formava part de l'orquestra del teatre Koenigstadt i el 1840 aconseguí el títol de músic de cambra del rei. Després donà concerts a Dresden, Praga, Viena, Sant Petersburg, etc., quasi sempre acompanyat del seu germà Julius, i més tard també amb el pianista Wilhelm Steifensand (endavant amb Albert Loeschhorn) organitzà un trio de música de cambra.
Va compondre l'òpera Casimir rei de Polònia; dues misses, amb orquestra; 2 salms; 8 cants litúrgics; Fuges; 7 simfonies; 25 quartets, per a corda; 5 trios; 37 Inter mitjos; Sonates per a piano, i liede, amb acompanyament de piano.